# Carpilius maculatus
Carpilius maculatus is een krabbensoort uit de familie Carpiliidae. De wetenschappelijke naam werd gepubliceerd in 1758 door Linnaeus in de tiende editie van Systema naturae.